# La Bâtie-Divisin
La Bâtie-Divisin ist eine ehemalige französische Gemeinde mit 1.041 Einwohnern (Stand: 1. Januar 2022) im Département Isère in der Region Auvergne-Rhône-Alpes. Sie gehörte zum Arrondissement La Tour-du-Pin und zum Kanton Chartreuse-Guiers. 
Sie wurde mit Wirkung vom 1. Januar 2016 mit den früheren Gemeinden Les Abrets und Fitilieu fusioniert und zur Commune nouvelle Les Abrets en Dauphiné zusammengelegt.

## Geographie
La Bâtie-Divisin liegt etwa 36 Kilometer nordnordwestlich von Grenoble im westlichen Vorland des Chartreuse-Gebirges. 

## Bevölkerungsentwicklung
| Jahr                       | 1962 | 1968 | 1975 | 1982 | 1990 | 1999 | 2006 | 2013 |
| Einwohner                  | 563  | 546  | 560  | 589  | 685  | 802  | 846  | 890  |
| Quellen: Cassini und INSEE |      |      |      |      |      |      |      |      |

## Sehenswürdigkeiten

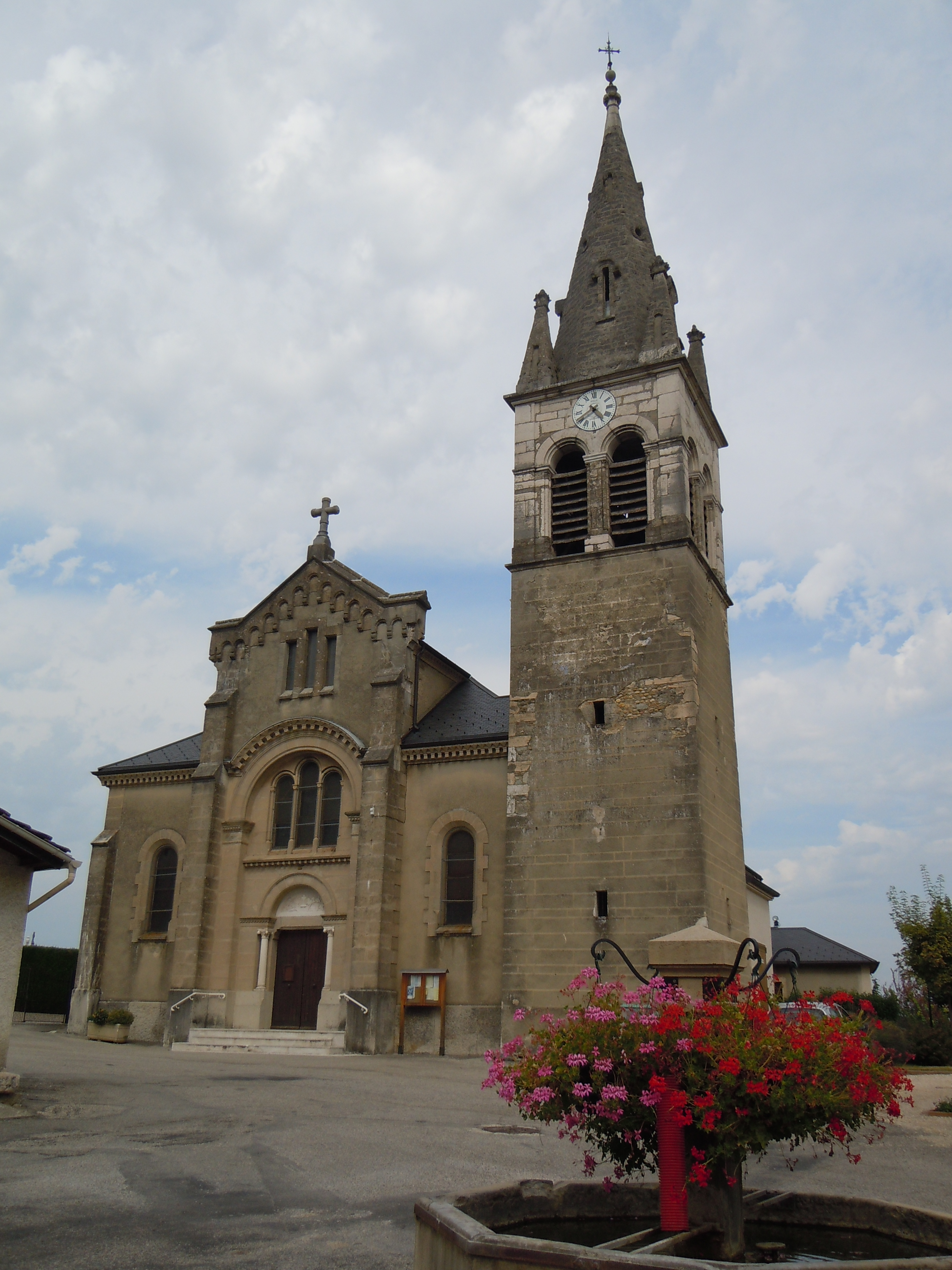
Kirche Saint-Pierre
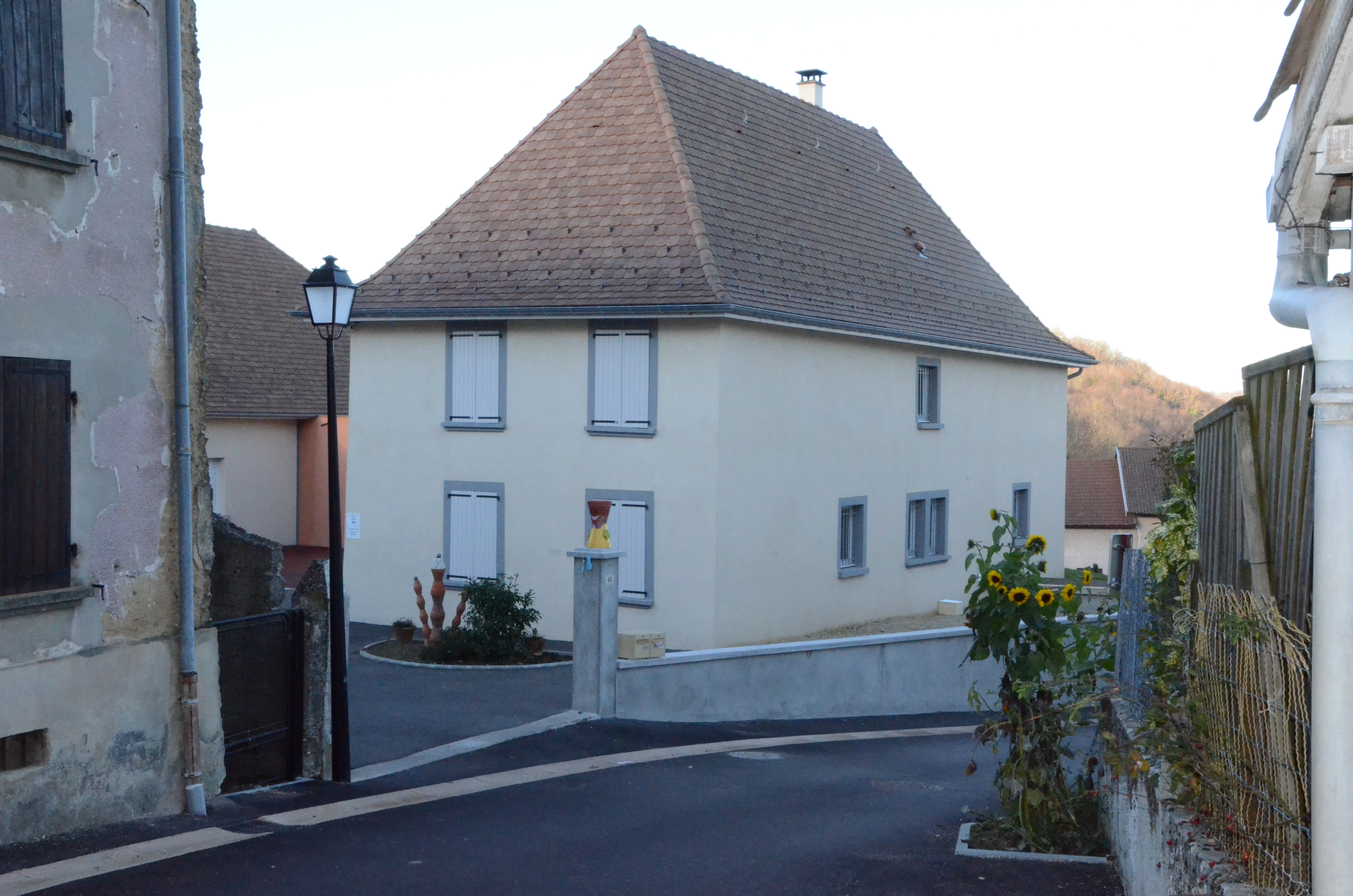
Ehemalige mairie

- Kirche Saint-Pierre
- Ehemalige mairie